# Маккарти, Тодд
Тодд Маккарти (англ. Todd McCarthy; род. 16 февраля 1950, Эванстон, Иллинойс, США) — американский кинокритик.

## Биография
Тодд Маккарти родился в Эванстоне (Иллинойс), в семье Дэниела и Барбары Маккарти. В 1968 году Тодд окончил среднюю школу Эванстон-Тауншип, а в 1972 году — Стэнфордский университет. 4 июля 1993 года он женился на режиссёре-документалисте Саше Альперт.
За свою жизнь Маккарти поработал в таких изданиях как The Hollywood Reporter, Le Film français, Film Comment, Variety, IndieWire и Deadline.com.
В 1991 году получил Прайм-таймовую премию «Эмми».